# Galewice (gemeente)
De gemeente Galewice is een landgemeente in het Poolse woiwodschap Łódź, in powiat Wieruszowski.
De zetel van de gemeente is in Galewice.
Op 30 juni 2004 telde de gemeente 6166 inwoners.

## Oppervlaktegegevens
In 2002 bedroeg de totale oppervlakte van gemeente Galewice 135,79 km², waarvan:
- agrarisch gebied: 52%
- bossen: 40%

De gemeente beslaat 23,57% van de totale oppervlakte van de powiat.

## Demografie
Stand op 30 juni 2004:
| Omschrijving                   | Totaal | Totaal | Vrouwen | Vrouwen | Mannen | Mannen |
| ------------------------------ | ------ | ------ | ------- | ------- | ------ | ------ |
| eenheid                        | aantal | %      | aantal  | %       | aantal | %      |
| inwoners                       | 6166   | 100    | 3118    | 50,6    | 3048   | 49,4   |
| bevolkingsdichtheid (inw./km²) | 45,4   | 45,4   | 23      | 23      | 22,4   | 22,4   |

In 2002 bedroeg het gemiddelde inkomen per inwoner 1255,57 zł.

## Administratieve plaatsen (sołectwo)
Biadaszki, Brzózki, Dąbie, Foluszczyki, Galewice, Galewice A, Gąszcze, Jeziorna, Kaski, Kaźmirów, Kużaj, Niwiska, Osiek, Osiek-Kolonia, Osowa, Ostrówek, Pędziwiatry, Przybyłów, Rybka Lututowska, Spóle, Węglewice, Żelazo

## Overige plaatsen
Brzeziny, Dąbrówka, Grądy, Kostrzewy, Okoń, Plęsy, Rybka Sokolska, Załozie

## Aangrenzende gemeenten
Czajków, Doruchów, Grabów nad Prosną, Klonowa, Lututów, Sokolniki, Wieruszów